# Avonturen van een zigeunerjongen
Avonturen van een zigeunerjongen is een Nederlandse film uit 1960 van Henk van der Linden. Het verhaal is gebaseerd op een scenario van hemzelf. De film is ook bekend onder de titel De Zigeunerjongen.

## Plot
Er wordt een baby ontvoerd bij rijke mensen door een stel zigeuners die doen dit in opdracht van een advocaat. Het kind krijgt de naam Roberto en groeit op te midden van de zigeunergemeenschap. Jaren later wordt er weer een overval beraamd op hetzelfde huis waar Roberto gevonden is. Eerst doet Roberto mee maar krijgt dan spijt en probeert de daad met nog wat metgezellen te verijdelen. Dan komt alles uit, Roberto blijkt het kind te zijn van de bewoners en schijnt de erfgenaam te zijn van barones de Haghe.

## Cast
| Acteur             | Personage        |
| ------------------ | ---------------- |
| Louk Perry         | Roberto          |
| Cor van der Linden | Cor              |
| No Bours           | Tuinman          |
| Thea Eyssen        | Barones de Haghe |
| Frits van Wenkop   | Lajos            |

1896-1909 · 1910-19 · 1920-29 · 1930-39 · 1940-49 · 1950-59 · 1960-69 · 1970-79 · 1980-89 · 1990-99 · 2000-09 · 2010-19
· 2020-29